# متیو برسون
متیو برسون (انگلیسی: Mathieu Berson؛ زادهٔ ۲۳ فوریهٔ ۱۹۸۰) بازیکن فوتبال اهل فرانسه است.
از باشگاه‌هایی که در آن بازی کرده‌است می‌توان به باشگاه فوتبال ونس، باشگاه فوتبال نانت، باشگاه فوتبال اوسر، باشگاه فوتبال استون ویلا، باشگاه فوتبال لوانته، و باشگاه فوتبال تولوز اشاره کرد.